# Cairn von Balnaguie

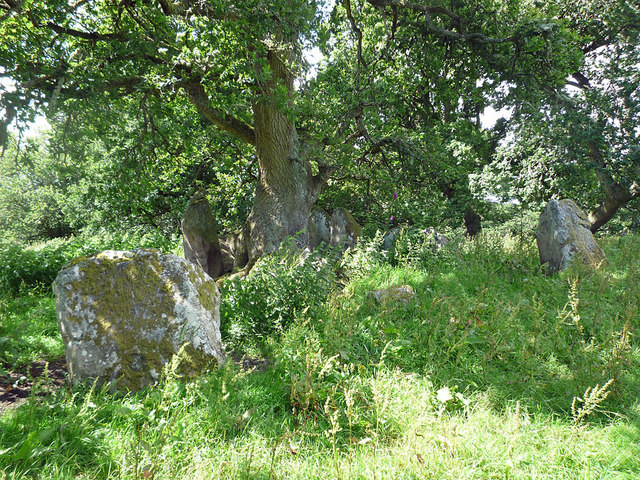
Balnaguie Cairn

Der Cairn von Balnaguie im Norden der Black Isle in den Highlands in Schottland ist ein Stalled Cairn vom Typ Orkney–Cromarty (OC).
Der runde etwa 27 m messende Steinhügel enthält die rechteckige Kammer eines Passage Tombs vom Typ Orkney-Cromarty (OC) aus besonders massiven Platten. Der Steinhügel wurde fast vollständig entfernt. Ein niedriger Wall definiert seinen äußeren Rand. Von der Kammer bleibt genug übrig, um eine klare Vorstellung von ihrem Plan zu erhalten. Die Steine sind 0,4 bis 2,1 m hoch.